# Denis Kapoustine (athlète)
Pour les articles homonymes, voir Denis Kapoustine.
Denis Viktorovitch Kapoustine (en russe : Денис Викторович Капустин ; en anglais : Denis Kapustin), né le 5 octobre 1970 à Kazan, est un athlète russe spécialiste du triple saut.

## Carrière
Il se révèle à l'âge de dix-huit ans en remportant sous les couleurs de l'URSS la médaille d'or des Championnats d'Europe juniors de 1989. En 1994, Denis Kapoustine s'adjuge le titre continental senior avec la marque de 17,62 m, devançant de sept centimètres le Français Serge Helan. 
Échouant au pied du podium des Championnats du monde 1997, il établit l'année suivante la meilleure performance de sa carrière en réalisant 17,65 m lors des Bislett Games d'Oslo. Il ne parvient pas à conserver son titre continental lors des Championnats d'Europe de Budapest, s'inclinant largement face au Britannique Jonathan Edwards. Il établit néanmoins l'une des meilleures saisons de sa carrière en se classant deuxième des bilans mondiaux de fin année, deuxième de la Finale du Grand Prix, et deuxième de la Coupe du monde des nations où Denis Kapoustine est sélectionné dans l'équipe d'Europe.
En 2000, Kapoustine monte sur la troisième marche du podium des Jeux olympiques de Sydney, se classant à un centimètre du Cubain Yoel García, médaillé d'argent.

## Palmarès
| Année | Compétition                    | Lieu         | Place | Marque  |
| ----- | ------------------------------ | ------------ | ----- | ------- |
| 1989  | Championnats d'Europe juniors  | Varaždin     | 1er   | 16,63 m |
| 1993  | Championnats du monde          | Stuttgart    | 6e    | 17,19 m |
| 1994  | Championnats d'Europe en salle | Paris        | 2e    | 17,35 m |
| 1994  | Championnats d'Europe          | Helsinki     | 1er   | 17,62 m |
| 1997  | Championnats du monde          | Athènes      | 4e    | 17,59 m |
| 1998  | Championnats d'Europe          | Budapest     | 2e    | 17,45 m |
| 1998  | Finale du Grand Prix           | Moscou       | 2e    | 17,01 m |
| 1998  | Coupe du monde des nations     | Johannesburg | 2e    | 17,32 m |
| 1999  | Championnats du monde          | Séville      | 9e    | 16,89 m |
| 2000  | Jeux olympiques                | Sydney       | 3e    | 17,46 m |